# Gmina Alingsås
Gmina Alingsås (szw. Alingsås kommun) – gmina w Szwecji, w regionie Västra Götaland, z siedzibą w Alingsås.
Pod względem zaludnienia Alingsås jest 67. gminą w Szwecji. Zamieszkuje ją 35 761 osób, z czego 51,01% to kobiety (18 240) i 48,99% to mężczyźni (17 521). W gminie zameldowanych jest 1113 cudzoziemców. Na każdy kilometr kwadratowy przypada 75,3 mieszkańca. Pod względem wielkości gmina zajmuje 177. miejsce.